# Can Saus (Vilobí d'Onyar)
Can Saus és una obra del municipi de Vilobí d'Onyar (Selva). Forma part de l'Inventari del Patrimoni Arquitectònic de Catalunya.

## Descripció
Es tracta d'una casa de dues plantes, vessants a laterals i cornisa de dues filades de teules. El tret més destacable és que té tres portes, totes amb impostes. Això fa pensar que la casa allotjava més d'un habitatge La finestra central del primer pis també és d'impostes. Es troba en procés de restauració i, pel que fa a la façana, s'ha recuperat la porta central que s'havia cegat parcialment per convertir-la en finestra i s'ha restaurat la finestra del costat esquerre.
La façana posterior mostra el forn semicircular i dos grans contraforts que reforcen la paret original de tàpia engruixida amb aparell de maçoneria que conforma un mur d'1,20 m. A la banda esquerra s'ha eliminat un afegit del segle xix per fer-hi un porxo i l'accés a un dels dos habitatges. El parament de la façana principal i la de l'esquerra és arrebossat i pintat, les altres dues deixen la maçoneria vista i els angles deixen vistos els carreus ben escairats.
L'interior de la casa va ser reformat l'any 1945 i es van substituir els forjats originals pels que hi ha actualment. L'any 2004 es va començar una nova restauració que ha recuperat i preservat els elements originals de l'exterior de l'edifici.